# Ван Шифу
Ван Шифу (王实甫, 1260 — 1336) — китайський драматург часів династії Юань, майстер юанської драми.

## Життєпис
Народився у 1260 році неподалік від столиці імперії Даду. Отримав гарну освіту. Замолоду перебрався до Даду. Незабаром став займатися літературною діяльністю, при цьому не виявляв інтересу до державної служби. Ван Шифу вів здебільшого богемний спосіб життя. Найбільший розквіт його творчості припадає на період з 1295 до 1307 року. Під кінець життя вже перестав писати. Помер у 1336 році.

## Літературна діяльність
Всього у доробку Ван Шифу 14 п'єс. Здебільшого вони торкаються життя простолюдинів. Часто ці п'єси складаються з декількох менших п'єс. Найбільш відомим є «Західний флігель», «Залишена гончарня».